# Maman

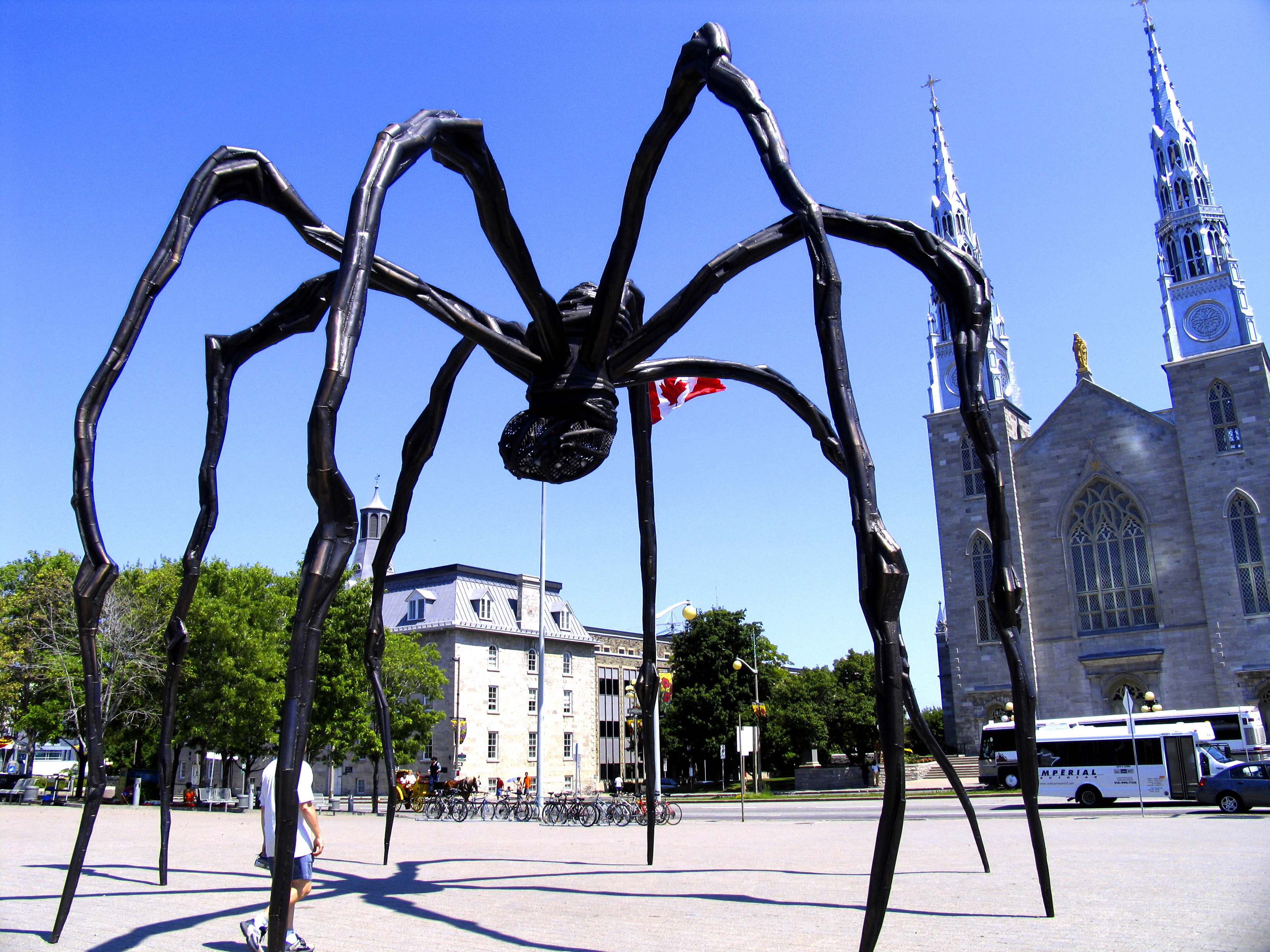
Bronzeguss vor der National Gallery of Canada, Ottawa

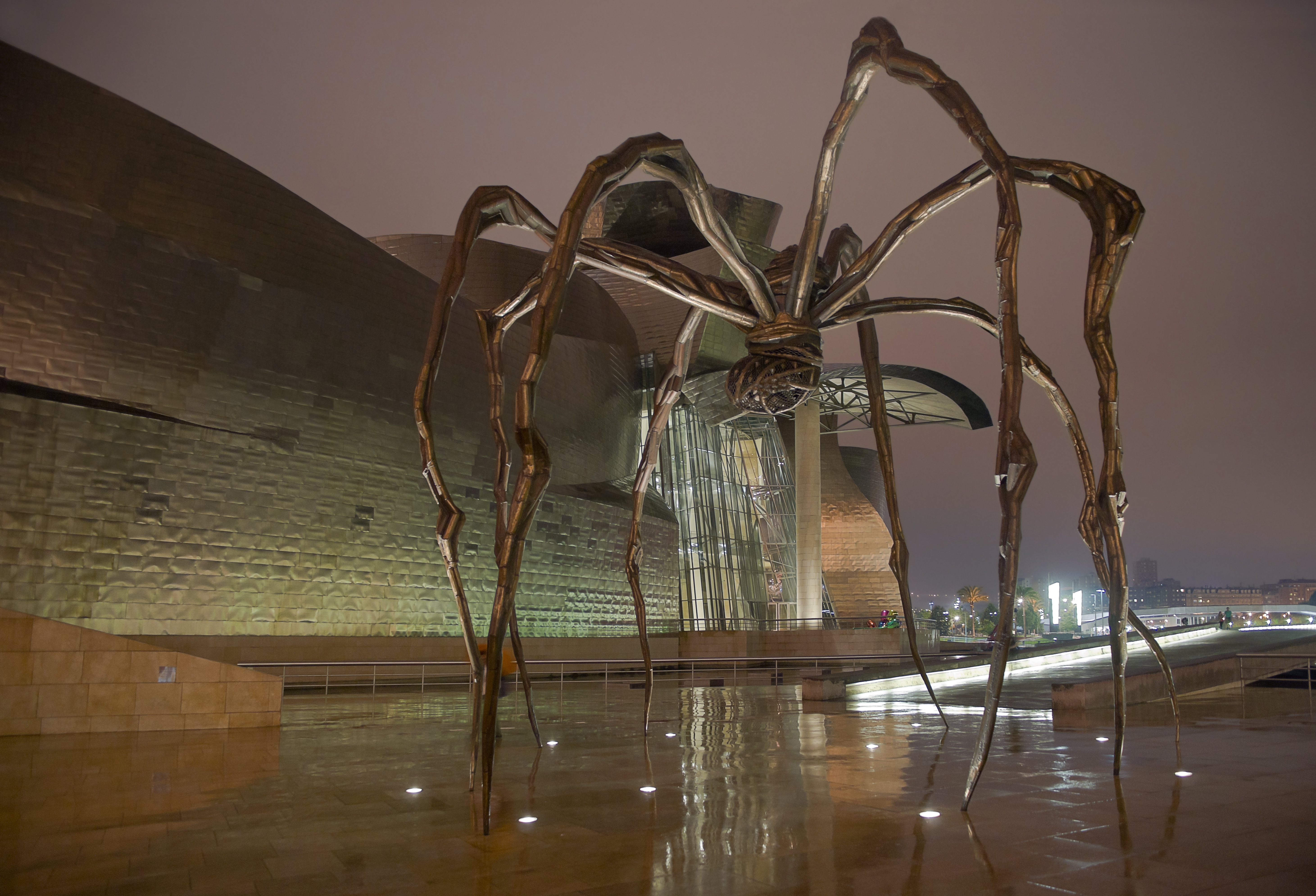
Bronzeguss vor dem Guggenheim Museum, Bilbao

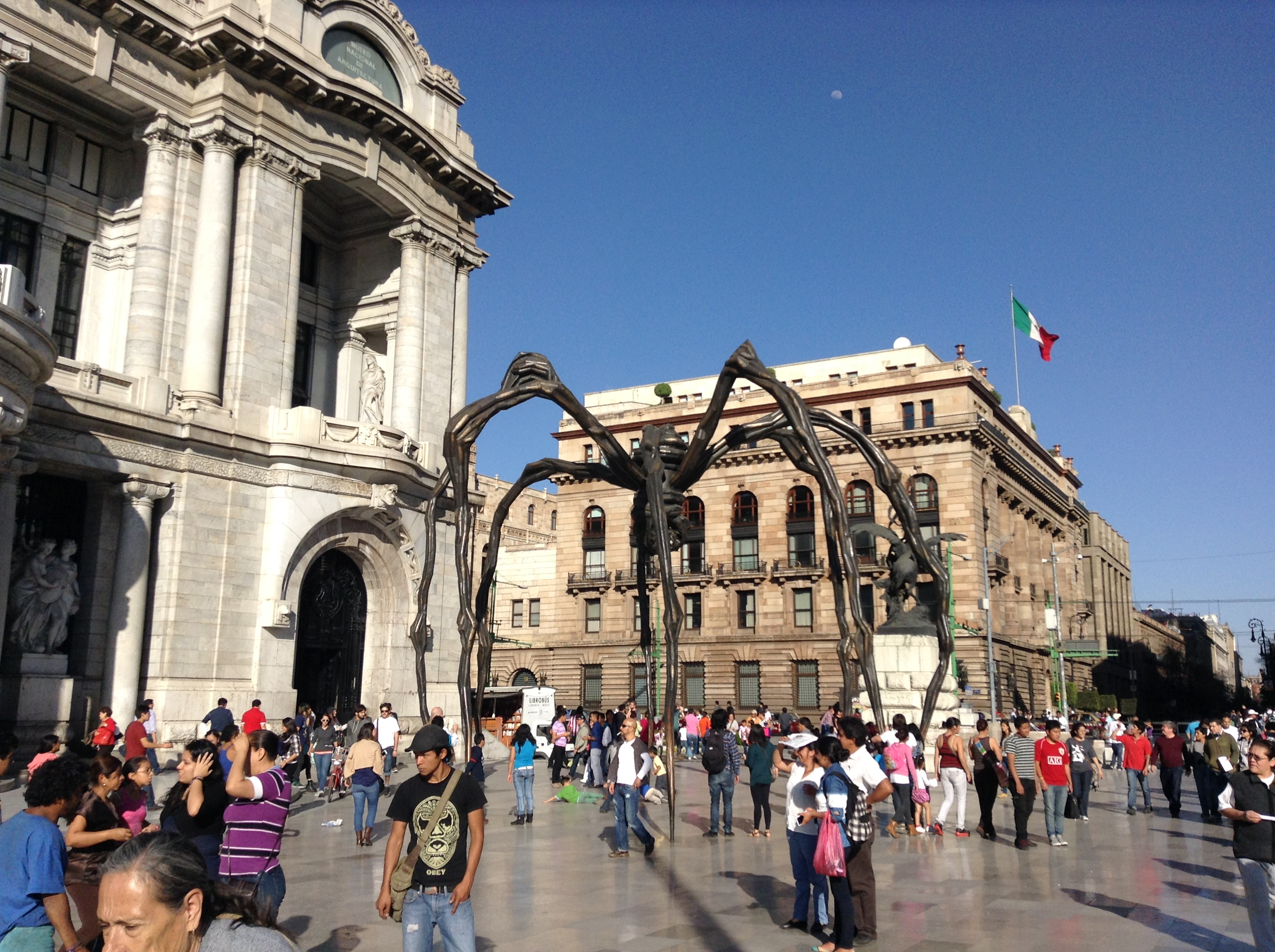
Bronzeguss vor dem Palacio de Bellas Artes in Mexiko-Stadt

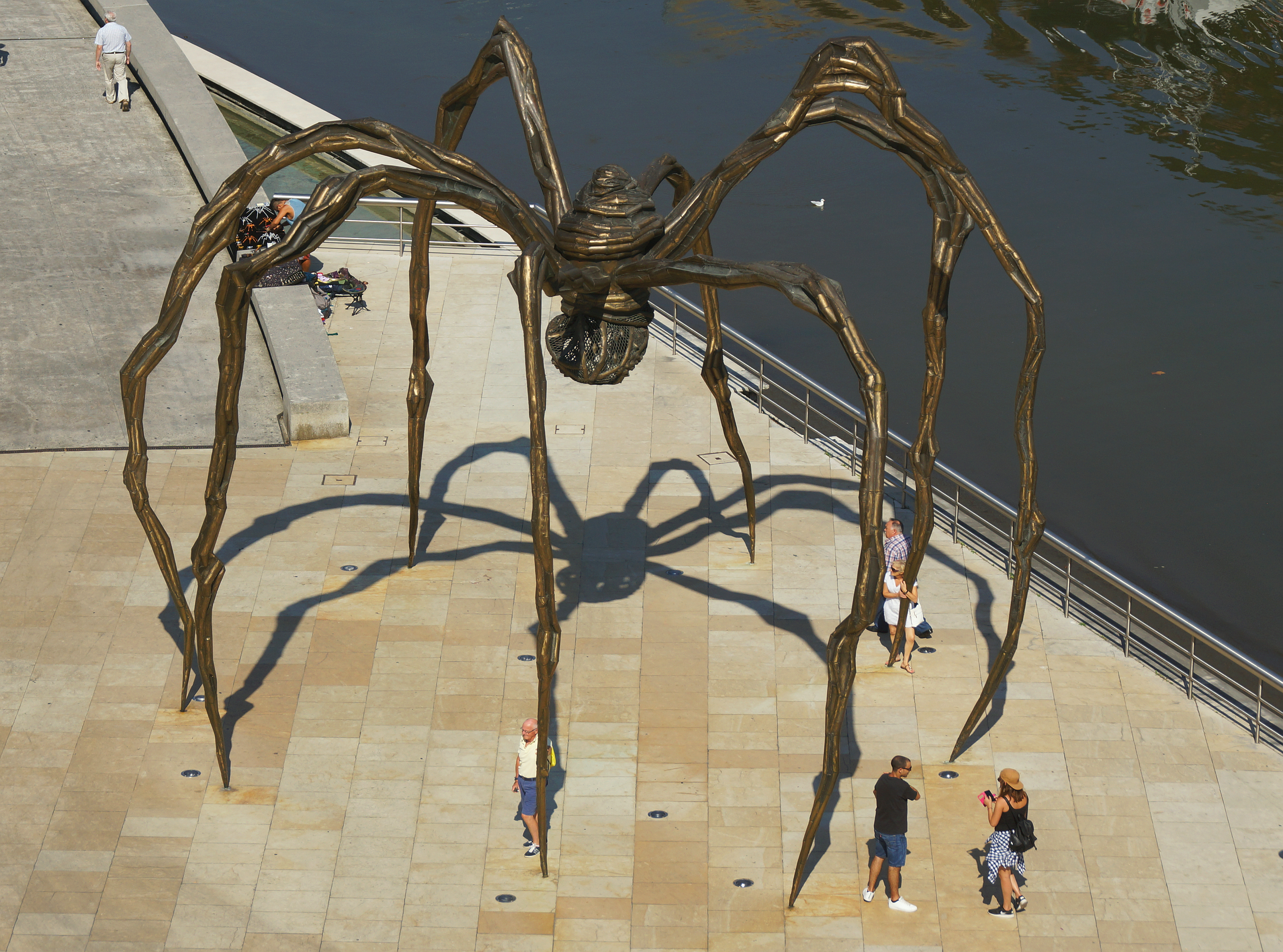
Maman, 9 m hohe Spinnen-Plastik aus der Vogelperspektive vor dem Guggenheim-Museum Bilbao

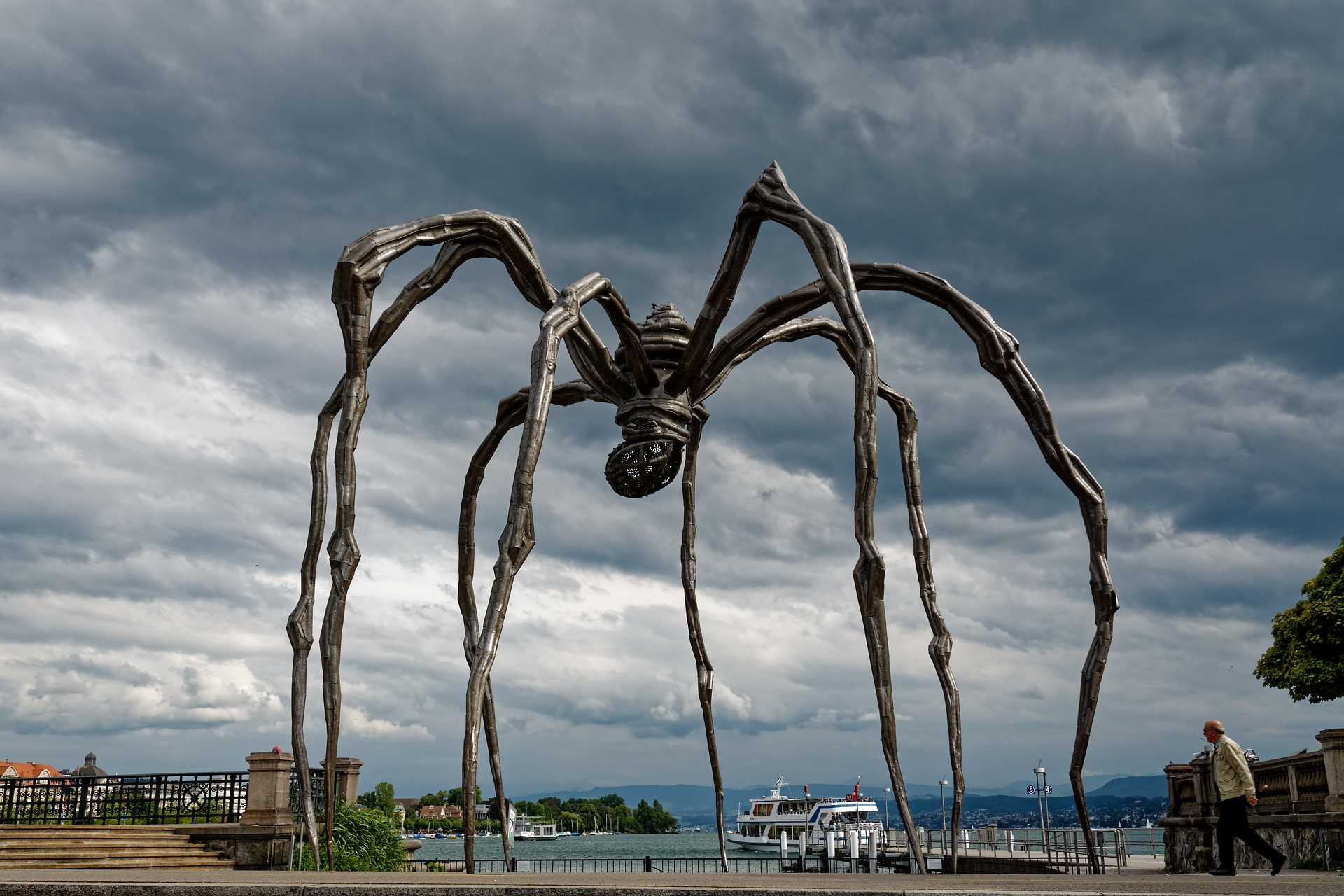
Maman auf dem Bürkliplatz in Zürich, 2011

Maman (1999) ist die größte Plastik aus der Spinnen-Serie der Künstlerin Louise Bourgeois. Sie ist über neun Meter hoch und trägt einen Beutel, der 26 Marmoreier enthält. Maman ist das französische Wort für „Mama“.
Maman (9,27 × 8,92 × 10,24 m, 8165 kg) ist ein Schlüsselwerk zum Verständnis von Bourgeois’ Kunst: Das Werk ist eine Hommage an ihre Mutter, die in Paris als Restauratorin von Tapisserien arbeitete und so, wie die Spinnen, immer wieder Gewebe erneuerte. Für Bourgeois war die Spinne ein Freund, beschützend und hilfreich (im Vertilgen von Ungeziefer).

## Ausstellungsorte

### Permanent
Zusätzlich zur Plastik aus rostfreiem Stahl, die im Besitz des Tate Modern, London ist, befinden sich weitere Bronzegüsse an folgenden Orten:
- Guggenheim Museum, Bilbao, Spanien
- National Gallery of Canada, Ottawa, Ontario, Kanada
- Eremitage, St. Petersburg, Russland
- Mori Art Museum, Roppongi, Tokio, Japan
- Samsung Museum of Modern Art, Seoul, Südkorea
- Qatar National Convention Centre, Doha, Katar
- Pappajohn Sculpture Park, Des Moines Art Center, Des Moines, Iowa, USA
- Château La Coste, Le Puy-Sainte-Réparade, Frankreich
- Kemper Museum of Contemporary Art, Kansas City, Missouri, USA[2]
- Sydney and Walda Besthoff Sculpture Garden, New Orleans Museum of Art, New Orleans, Louisiana, USA[3]

### Temporär
Bronzegüsse von Maman waren oder sind außerdem an folgenden Orten zu sehen:
- Rathaus, Den Haag, Niederlande, 21. Juni 2001 – 11. September 2001
- Nytorv, Kopenhagen, Dänemark, 2003
- Schlosspark Wendlinghausen, Dörentrup, Deutschland, 2004[4]
- Jardin des Tuileries, Paris, Frankreich, 2008
- Centre Georges Pompidou, Paris, Frankreich, 2008
- Institute of Contemporary Art, Boston, Massachusetts, USA, 27. März 2007 – 2. März 2008
- Museo di Capodimonte, Neapel, Italien, 18. Oktober 2008 – 25. Januar 2009
- Hirshhorn Museum and Sculpture Garden, Washington, D.C., USA, 2009
- Fundación Proa, Buenos Aires, Argentinien, 2011[5]
- Museu de Arte Moderna (MAM), Rio de Janeiro, Brasilien, 2011
- Bundesplatz, Bern, Schweiz, 24. Mai 2011 – 7. Juni 2011[6]
- Bürkliplatz, Zürich, Schweiz, 10. Juni 2011 – 31. Juli 2011
- Place Neuve, Genf, Schweiz, 3. August 2011 – 28. August 2011
- Fondation Beyeler, Riehen/Basel, Schweiz, 3. September 2011 – 8. Januar 2012
- Kunsthalle, Hamburg, Deutschland, 23. Januar 2012 – 17. Juni 2012
- Qatar National Convention Center, Katar, 20. Januar 2012 – 1. Juni 2012
- Roppongi Hills, Tokio, Japan, 2012 – 2013
- Qatar National Convention Centre, Ad Dawha, Katar, Februar 2014
- Palacio de Bellas Artes, Mexiko-Stadt, Mexiko, 15. November 2013 – 2. März 2014
- Moderna Museet, Stockholm, Schweden, Januar 2015 –
- Art Gallery of New South Wales, Sydney, Australien, November 2023 – April 2024